# Ariston mazolus
Espèce
Ariston mazolus est une espèce d'araignées aranéomorphes de la famille des Uloboridae.

## Distribution
Cette espèce est endémique du Colima au Mexique,. Elle se rencontre vers Miramar.

## Description
La femelle holotype mesure 2,0 mm et le mâle paratype 1,4 mm.

## Publication originale
- Opell, 1979 : Revision of the genera and tropical American species of the spider family Uloboridae. Bulletin of the Museum of Comparative Zoology, vol. 148, p. 443-549 (texte intégral).